# ロードランナー (釣り竿)
ロードランナーは、マルキユーのノリーズブランドから発売されているブラックバス用の釣り竿のシリーズである。

## 概要
田辺哲男がフェニックス、ブローニング、Gルーミスといったロッドを散々使い倒したのち、「自分のゲームを突き詰めるには自分のロッドを作るしかない」という気持ちになり、TIFAにノリーズブランドを立ち上げ初代ロードランナーを作り上げた。なお、ロードランナー製作中に発見したガイドシステムの法則を、田辺哲男が契約していた富士工業と共にブラッシュアップしたのが富士工業の「ニューコンセプトガイドシステム」であり、ロードランナーはこのシステムを世界初搭載した。現在では多くのバスロッドがこれをベースとするガイドシステムとなっている。
1995年、TIFAより発売され、1998年にNシステムにマイナーチェンジ、廉価版のアウトバックも発売。2003年にマルキユーへ販売元が移籍し、翌年の2004年、ロードランナーヴォイスにマイナーチェンジ。
派生として2000年に、ハードルアー使用に特化したハードベイトスペシャル、2007年にはグラスコンポジットのハイブリッドバキューム、2010年には、ワーム使用に特化したストラクチャー、2015年にはヴォイスLTTが発売された。2017年にはヴォイスシリーズに統合されていたハードベイトスペシャルが再び独立シリーズ化。2019年にはストラクチャーシリーズがフルモデルチェンジしストラクチャーNXSとなった。
TIFA在籍時は田辺哲男プロデュースのロッドのみであったが(テーパーデザインシリーズの中で深江真一プロデュースのロッドは発売されていた)、マルキユー移籍後は、折本隆由がプロデュースした780MHや石川晴彦がプロデュースしたHV610EXLS、HV610LLS、石井真がプロデュースしたHV610MLSなど田辺哲男以外のノリーズのプロスタッフがプロデュースしたモデルも登場するようになった。

## 略歴
- 1995年、ロードランナー発売。初期モデルは630M、630MH、660H、720MH、6100H、580V、660V、5100LS、600LS、630LS、680MLS(SPLIT SHOT & CAROLINA RIG)、SD(スモールダイア)シリーズの600SDL、600SDM、580SDH、600SDHが発売。
- 1996年、630MLS、BS(ベーシックシャフト)シリーズの600BSM、600BSMHが発売。
- 1997年、560Vが発売。
- 1998年、Nシステムにマイナーチェンジ。廉価版のアウトバックも発売。ST(スーパーテクニカル)シリーズの560STB、600STSが発売。
- 1999年、760JH(ジャングルスティック)を発売。560Vがカタログ落ち。
- 2000年、ハードベイトスペシャルの600LB、600MB、630LB、630MB、660HB、ロングキャストシリーズ(650M、650MH、630V)が発売。560STBがカタログ落ち。
- 2002年、511LLB、511LLSB、620LLSB、620MLSBが発売。
- 2004年、販売元をマルキューに移籍。ロードランナーヴォイスにマイナーチェンジ。アウトバック生産終了。680シリーズ(680MH、680H、HB680L、HB680M)、760JMHが発売。
- 2005年、600SDH、720MH、580V、630V、660Vがカタログ落ち。
- 2007年、680シリーズ(680LS、680MLS(MULTI SWEEPER)、680MS、HB680XH)、ハイブリッドバキューム(HV610LLS、HV610LS、HV610MLS)発売。580SDH、600SDL、600SDM、680MLS(SPLIT SHOT & CAROLINA RIG)、HB511LLSがカタログ落ち。
- 2008年、HB560L、HV610EXLS、HV660MLS、760シリーズ(HB760L、HB760M)発売。
- 2009年、780MH発売。600BSM、600BSMHがカタログ落ち。
- 2010年、ストラクチャー(ST640M-Ft、ST6100MH、ST620XLS-As、ST610LS)が発売。
- 2010年5月1日、VOICE CHALLENGEキャンペーンのプレゼントとしてブランクカラーが赤色の特別仕様のロードランナーヴォイス『VOICE CHALLENGE LIMITED』が用意された。[4]
- 2011年、ST670H、ST700H、ST610LLS、ST650MLS、HB630LL、630Hが発売。
- 2012年、HB640ML、ST650M、ST680MHが発売。
- 2013年、HB710LL、HB640LS-SGt、HB660MLS-SGt、ST670MH-Ft、ST630MLS-ULFt、ST680MLS-ULFtが発売。HB620LLS、HB620MLSが廃盤。
- 2014年、ST720H、ST730JHが発売。ハイブリッドバキュームが廃盤。
- 2015年、オリジナルがLTTにモデルチェンジ(LTT630M、LTT630MH、LTT650M、LTT650MH、LTT660H、LTT680MH、LTT680H、LTT6100H）(但し、オリジナルも併売)、ST620MLS-Ftが発売。
- 2016年、LTT690PHが発売。オリジナルが廃盤となる。
- 2017年、HBSPがLTT仕様にモデルチェンジ(HB560LHB511LL、HB600L、HB600M、HB630LL、HB630L、HB630M、HB640ML、HB660H、HB680L、HB680M、HB680XH、HB710LL、HB760L、HB760M)、ジャングルシリーズ(680JMHS、760JMH、760JH)、LTT620PMH発売。
- 2018年、HB640LS-SGt、HB660MLS-SGtのLTT仕様版が発売。

## シリーズ一覧

### オリジナル
1995年発売で、中弾性カーボンのHP40グラファイトシリーズとPグラスのバキュームシリーズに大別できる。HP40モデルはハードルアー、ソフトルアー共に使いやすいように設定されている。
Pグラスモデルは、アメリカのマグロロッドの製造を行っていた所に特注をかけたモデルで、グラスらしいダルさが特徴。型番にはパワー表記はなくVが付く。
ベーシックなモデル以外に、BS(ベーシックシャフト)シリーズ、SD(スモールダイア)シリーズやST(スーパーテクニカル)シリーズ、J(ジャングルスティック)シリーズなどが存在する。
ブランクスはG.Loomis製ブランクスを使用している。

### ハードベイトスペシャル
2000年発売の低弾性カーボンLM30を使用したハードルアー用ロッド。
キャスティング精度に重きを置いたシリーズで、製作者の田辺が、アメリカのツアー参戦時に、自分には釣れず、同タイプのルアーを使用したバックシートの人間に釣られてしまうという経験をしたことから、よりキャストの精度を高めることを考え開発したモデルである。
Nシステムの頃は型番のパワー表示の後ろにBの文字が付いていたが、ヴォイス以降では型番の竿の長さ部分の前にHBが付くように変更された。
スピニングのみではあるがシャキットグラスティップ(SGt)モデルがあり、製法はハイブリッドバキュームと同じである。

### ハイブリッドバキューム
2007年発売のグラスコンポジットモデル。10tに満たないグラスティップをHP40グラファイトでコンポジットしたライトリグ向けのシリーズ。型番の竿の長さ部分の前にHVが付く。

### ストラクチャー
2010年発売のボトム用ワームロッド。素材はHP40グラファイトを使用している。チタンフレームガイドや無塗装ブランクスなど徹底的な軽量化を図っているが、ブランク本体はあえて軽量化されていない。型番の竿の長さ部分の前にSTが付く。また、パワー表記の後ろのAsはオールソリッド、Ftはファインティップの事である。ワーム用に特化しているため、オリジナルに比べロードランナーの特徴でもあるねっとりとした粘り感は薄い。
ストラクチャーの企画の意図として、他社の高弾性ロッドを使用している人に対して、ロードランナーの導入部分の役割を果たし、そこでロードランナーのブランクスの良さを知ってもらいオリジナルやハードベイトスペシャルへ来てもらいたいという部分がある。ストラクチャー製作以前は、製作者の田辺自身もオリジナルで満足していたが、ストラクチャーの製作過程でボトムの釣り限定でストラクチャーのセッティングの有効性を見出し発売することとなった。

### ヴォイスLTT
ヴォイス「オリジナル」ラインアップをベースに近年の軽量化したリールにマッチするようなバランスと巻物と打ち物がより高度にできるようにブランクスからリファインしたロッド。
軽量リールをセットして、巻き物も撃ち物もできるロッドを課題に開発された。田辺哲男が一本一本時間をかけて実釣テストし、ヴォイスを超えたと判断されたモデルが発売される。
リールシートの変更、ブランクスの無塗装、フォアグリップのショート化などで軽量化されている。
テストの場所も生産も日本である。
ヴォイスとはテイストが異なっており、よりシャープになっている。そのため今まで以上に遠投や低弾道で伸びのあるキャストができ、打ち物系の操作性や感度が向上している。しかし、ヴォイス以前からのねっとりとした粘り感は薄い。このため、従来のテイストが好きな人はそちらも買えるように併売するとのことであったが、翌年に販売終了。田辺の自身がそうであったが、1度LTTを使うと旧型ヴォイスには戻れないと語っている。
翌年にはLTT仕様に準拠したハードベイトスペシャルとジャングルがリリースされた。

## 年代別のモデルの特徴
以下のマイナーチェンジ以外にも各モデルごとにグリップ長の変更やガイド位置の変更など毎年行われている。

### 1995年 - 1996年
前期型旧システムと呼ばれており、ガイドはNガイド、Lトップガイドなどが使われており、径も大きめであった。また、スピニングのリールシートはIPSで、ベイトモデルのリールシートとリアグリップの間には黄色のワインディングチェックが施されている。また、リアグリップも現行より長めに設定されている。
各モデルのサブネームはゴシック体で表記されている。

### 1997年
後期型旧システムと呼ばれており、ガイドはLNガイド、Fトップガイドに変更され、径も小口径のものに変更された。また、ベリー周りガイドをダブルフット(Nガイド)からシングルフット(UNガイド)に変更。スピニングモデルのリールシートはSBSになり、ベイトモデルに使用されていた黄色のワインディングチェックは廃止になった。また、リアグリップ長も見直され、短くなっている。

### 1998年
Nシステムへとマイナーチェンジし、スレッドの色、リールシートのロゴ、サブネームの表記が筆記体になるなど細かな点が変更された。

### 2002年
フォアグリップのロゴをTIFAからnoriesに変更した。

### 2004年
ロードランナーヴォイスへとマイナーチェンジ。スレッド、リールシートのロゴ、ブランクスカラー、ガイドリングもゴールドサーメットからSICに変更になった。ベイトモデルに使用されていたUNガイドが廃盤になったため代わりにLNガイドに変更になった。また、バキュームシリーズを製造していた工場が閉鎖したためバキュームシリーズは廃盤になった。
組み立てもそれまでアメリカで行われていたが、日本で行うようになった。これにより、税関通過時に必要だったパッケージに張られていたMade in USAのシールは張られなくなっている。
また、時期は不明であるが、製造工場を天龍に変更している。

2007年頃より塗装の技術が向上した結果ブランクスの色が明るい緑色に変化している。2012年のHBSPの新モデルより一部よりスレッドのデザインを一部変更。

### アウトバック
Nシステムをベースにスレッド、(色を単色にし、クロスラップの廃止)、フォアグリップをコルクに、リールシートをTCS、DPS、バランサーをEWBC、ガイドリングをSICへと変更し、コストダウンしている。
ブランクスの塗装までの工程はNシステムと別けてはおらず、組み立て時に始めてNシステムと工程が別かれている。

### ストラクチャー
ブランクスはベリーからティップにかけて無塗装。リールシートはACS、VSS（ST630MLS-ULFt、ST680MLS-ULFtは除く）、ガイドはチタンフレームSIC。

### ヴォイスLTT
ブランクスはベリーからティップにかけて無塗装。リールシートはPTS、無塗装ステンレスフレームSICガイド。フォアグリップショート化、トップガイドMNST、その他はKガイド。リアグリップ真ん中付近にリングがある。ガイドの全体重量はロッド全体のバランスを整えるためオリジナルより重くなった。

## 特徴

### ブランクス素材
オリジナル、ストラクチャー、ハイブリッドバキュームのカーボン部分にはHP40という中弾性カーボンが、バキュームにはPグラスが、ハードベイトスペシャルにはLM30という低弾性カーボンが採用されている。
また、製作者の田辺は、竹の持つ感覚的な部分のねっとりとした粘りがあり、トルクのある(魚が暴れず浮かせやすいという特性)という部分を追求している。しかし、いくら発達したと言われる現在のカーボン技術でも竹竿のような竿を作るには色々な面で進化できておらず、それが可能になるのはおそらくカーボンではなく別の素材ではないか？と語っている。

### TBSリールシート
ベイトモデルに採用されているTBSシートは、先代のグランドスラム開発時に富士工業と共同開発したもので、オフセットのピストル型ハンドルの軽快さや手首の回し易さをストレートハンドルで再現するために作ったものである。

### PTSリールシート
LTTに採用されているPTSリールシートは、田辺哲男と富士工業が3年かけて共同開発したもの。投げやすさ、アキュラシー、疲れにくさを徹底的に追及したものである。

### アクティブ・サスペンション・グリップ
先代のグランドスラムで初採用されたもので、フォアグリップにエラストマー素材を用いており、水に濡れても滑りにくいという特徴がある。

### ブーストキャスティングハンドル
前述のエラストマー製フォアグリップはコルクやEVAより重量があり、フォア側のバランサーとしての役割を果たしており、キャスト時にグリップ周りが安定し、ブレずにしっかりとしたキャストが可能になっている。

### ニューコンセプトガイド
富士工業と共同開発したもので、ロードランナーで初めて採用された。多点ガイドによる感度の増加、スムーズな曲がりにより竿本来の調子を引き出すことに成功している。また、小口径ガイドを使うことにより捩れを抑えている。

### ステンレスフレームガイド
ロードランナーのブランクスでは張りが出すぎるため、ステンレスフレームのガイドを用いてガイドの重みでダルさを出している。これにより、キャスト時により溜めが効く、しっかりと竿にルアーの感覚を乗せながらアクションができる、食い込ませたときに弾き難いというメリットがある。
ちなみに、先代のグランドスラムではチタンフレームのガイドが用いられていた。

### バズーカガイドシステム
ロードランナーに採用されているガイドセッティングは富士工業が提唱しているものと少々異なり、トップガイドが大きめになっている。これはティップに負荷を持たせることにより、より食い込みがよく、キャスト時に溜めが作りやすくするためである。

### パワーフレックスガイドシステム
ハードベイトスペシャルのスピニングモデルに採用されているシステムで、元ガイドをチタンに変えることにより竿のブレを抑えるシステムである。

### 塗装
製作者の田辺がこれまで製作してきたバスロッドは、フェニックスの一部とグランドスラムやテーパーデザインシリーズを除いて緑色が採用されている。また、塗装が施されることによって、塗装の重みで竿の調子をマイルドにすると共に、塗装の厚みで直接ブランクに傷が付かないように保護の役目を果たしている。

### バリアブルテーパーデザイン
竿の曲がりにウィークポイントが無く、負荷に応じてバットまで曲がるテーパーデザインに設計されている。これによって応力集中による折れを防いでいる。

### バランサー
バットエンドに富士工業のWBCを搭載している(一部モデルTWBC)。これにより、持ち重りの解消により、ロッドを立てても疲れにくくなる。しかし、エンドバランサーは振動を吸収することがわかったため、バランサーを多くすると感度の低下に繋がる。また、バランサーの数でも竿の調子を変えることができ、数を少なくすると竿先にルアーウェイトが乗りやすくなり、逆に増やすと、入りにくくなるためコントロール性を高めることができる。

### ブランクスルー構造
グリップ内をパイプで継がず、ロッドエンドまでブランクスが通っている。これにより、グリップも含めて竿全体で曲げることによって破損を防ぎ、更なる粘りを出している。また、こもらずクリアな振動を伝達するため自然な感度を得ることができる。
なお、ブランクスとリールシートの接合には、ヴォイス以前は、コルクアーバーと紙を、ヴォイス以降はウレタンアーバーを用いている。また、ストラクチャーはアーバーを用いずにをリールシート部の部分のみブランクスを厚巻きにして接合している。

### スレッドコーティング
長年の使用にも耐えられるように、フレックスコート社のフレックスコートを3回塗りしている。

### リアグリップ
リアグリップにはポルトガル製のAAAより上位のコルクが使用されているが、品質の高いものはワイン市場に多く供給されているため時期により品質にバラつきがある。

## 名前の由来
田辺哲男にとって特別な存在のプリムス・ロードランナーと、最初にアメリカツアーに参戦した時、最も印象深い鳥がロードランナーだったため、この二つを重ねロードランナーという名称のロッドが誕生した。